# Craig Federighi
Craig Federighi (* 27. května 1969 Alameda, Kalifornie) je americký manažer, senior viceprezident společnosti Apple pro softwarové inženýrství, který podává zprávy generálnímu řediteli Timu Cookovi. Dohlíží na vývoj iOS, macOS a na společné technické týmy operačního systému. Jeho týmy jsou odpovědné za poskytování softwaru v srdci inovativních produktů společnosti Apple, včetně uživatelského rozhraní, aplikací a rámců.

## Osobní život
Poté, co absolvoval Acalanes High School v Lafayette v Kalifornii, získal magisterský titul v oboru výpočetní techniky a bakalářský titul v oboru elektrotechniky a informatiky na Kalifornské univerzitě v Berkeley. Je italského původu. Od roku 2014 je ženatý, má čtyři dcery.

## Kariéra
V roce 2009 se vrátil k Apple, aby vedl inženýrství OS X (nyní MacOS) a pracoval na řadě hlavních softwarových verzích, včetně OS X Mavericks, desáté hlavní vydání operačního systému. Před svým návratem pracoval v NeXT, následoval Apple, a pak strávil deset let v Aribe, kde zastával několik rolí včetně šéfa technologického oddělení.
Je držitelem titulu Master of Science v oboru výpočetní techniky a bakalářské vědy z oblasti elektrotechniky a informatiky z Kalifornské univerzity v Berkeley.